# Age of Empires II: The African Kingdoms
Age of Empires II HD: The African Kingdoms è la terza espansione del gioco di strategia in tempo reale Age of Empires II, in esclusiva per Age of Empires II HD Edition, disponibile su Steam dal 2015. È stata sviluppata dal team di origine amatoriale Forgotten Empires, già autore di Age of Empires II: The Forgotten, in collaborazione con Skybox Labs.

## Modalità di gioco
La nuova espansione introduce quattro nuove civiltà: i berberi, gli etiopi, i portoghesi e i maliani. Ognuna di queste possiede unità e tecnologie riservate e una nuova campagna dedicata per un totale di quattro nuove campagne. Come suggerisce il titolo, il gioco è ambientato nel territorio africano, pertanto è possibile trovare nuove mappe coerenti con lo stile del continente, ricche di dettagli, con elementi ambientali tipici e nuove specie di animali come capre ed elefanti. Sono state apportate alcune migliorie, per esempio il bilanciamento delle civiltà classiche per permettere una buona integrazione delle nuove o una nuova Intelligenza Artificiale più aggressiva per aumentare la difficoltà di gioco. Oltre alle classiche modalità di gioco, è possibile provarne una nuova, chiamata "Morte Improvvisa".

### Le nuove civiltà
Le nuove civiltà hanno tutte un design specifico e delle milizie ben caratterizzate.

#### Berberi
I berberi sono una popolazione molto numerosa, stanziata nell'Africa settentrionale tra il Sahara occidentale e la Libia. Si definiscono mazighen, ovvero "uomini liberi".
Gli eserciti berberi sono noti per l’utilizzo in battaglia di forze corazzate molto rapide di cavalleria e cammelli: in particolare i Genitour, una cavalleria armata di una testa di lancia, la cui mobilità e versatilità l’hanno resa letale contro un’ampia varietà di truppe.
I loro cavalli, dalla personalità aggressiva, sono in grado di terrorizzare quelli dei nemici e costituiscono un vantaggio fondamentale in battaglia.
Le unità riservate sono il Genitour, fanteria leggera a cavallo molto efficace contro gli arcieri, e l'arciere a cammello, con un bonus di attacco contro arcieri a cavallo.

#### Maliani
L’impero del Mali, situato nell’Africa occidentale, viene fondato da Sundjata, un principe in esilio che riesce a unire diversi regni sotto il suo dominio, scatenando una ribellione e sconfiggendo l’esercito Sosso nella battaglia di Kirina nel 1235 d.C. Cinque anni più tardi, Sundjata annette ai suoi territori il Ghana, con le sue importantissime miniere, fondando così il potente impero del Mali. 
L’impero del Mali manteneva un esercito a tempo pieno, composto da un massimo di 100.000 soldati, la maggior parte dei quali erano membri della fanteria.
L'unità riservata è il Gbeto, una veloce unità di fanteria con un elevato attacco a distanza.

#### Portoghesi
Il Portogallo è il regno che possiede una delle risorse di rame e stagno più ricche dell’Europa medievale. Per questo Stato è di grande importanza il commercio, specialmente quello marittimo, che dal secolo XIV acquista sempre più rilevanza. Il principe Infante Henrique, famoso navigatore, promuove molte spedizioni nel continente africano, gettando le fondamenta dell’Impero portoghese e della sua grande espansione. Tra il secolo XV e XVI, i portoghesi vantano di uno degli eserciti più tecnologicamente avanzati al mondo, grazie alla possibilità di fare largo uso di armamenti provvisti di polvere da sparo.
Le unità riservate sono l'Organo, un’arma d’assedio che spara una raffica di proiettili, e la caravella, una nave da guerra efficace contro grandi flotte poiché ogni colpo è in grado di danneggiare contemporaneamente un numero maggiore di navi. I portoghesi hanno anche una costruzione riservata, la Feitoria, che genera risorse senza il bisogno di abitanti del villaggio, ma richiede 20 di popolazione.

#### Etiopi
Il regno di Aksum è una grande potenza navale e commerciale situata alla foce del Mar Rosso nel sud d’Egitto. Il declino dell’impero aksumita è un processo molto lento, causato da diversi fattori. Una guerra civile intorno al 940 d.C. indebolisce molto il regno, permettendo alla regina Yodit di uccidere l’ultimo re aksumita e quindi salire al potere.
L’esercito etiope era costituito principalmente da arcieri e fanteria che usavano lance e scudi. L’arma più caratteristica era lo shotel, una spada ricurva utile per disarcionare la cavalleria e per aggirare gli scudi.
L'unità riservata è il Guerriero con shotel, un’economica unità di fanteria con un’elevata velocità di addestramento.

### Campagne
All’interno di Age of Empires II HD: The African Kingdoms sono state introdotte quattro nuove campagne.
- Tariq ibn Ziyad

La prima campagna, ambientata nei primi anni del secolo VIII, consentirà al giocatore di guidare via mare verso l’Iberia un esercito di berberi e arabi sotto il comando del brillante generale Tariq ibn Ziyad, alla ricerca di gloria e ricchezza. Lo scopo della campagna sarà sconfiggere Rodrigo, il re dei visigoti, e la sua temibile fanteria simulando la battaglia di Guadalete del 711 d.C.
- Sundjata

In questa campagna il giocatore guiderà l’esercito del Mali, capeggiato da Sundjata, il principe storpio del Mali. Lo scopo della campagna sarà sconfiggere Sumanguru, il re dei Sosso, che si vanta di possedere uno strumento magico che avrebbe il potere di garantirgli la vittoria. I due eserciti si scontreranno nella battaglia di Kirina del 1235 d.C. e spetterà al giocatore far vincere Sundjata, così da permettergli di conquistare il vecchio Ghana, di fondare l’impero del Mali e diventare il primo "mansa" e il sovrano più potente dell’Africa occidentale.
- Francisco de Almeida

La campagna di Francisco de Almeida permette al giocatore di utilizzare i portoghesi, un popolo rilegato ai margini dell’Europa che ha bisogno di risollevarsi da un lungo periodo passato a sostenere diverse guerre contro i mori e i regni cristiani rivali. Facendo affidamento soprattutto sulla flotta, il giocatore avrà l’occasione di cercare di espandere l’impero del Portogallo su tre continenti e due oceani, facendogli guadagnare gloria e ricchezze tanto nel Vecchio Mondo quanto nelle nuove terre da esplorare e conquistare.
- Yodit

La quarta campagna ha come protagonista il popolo etiope. Il giocatore avrà il compito di proteggere Yodit, una principessa dal futuro promettente alla corte aksumita, dalla minaccia del nipote che, geloso di lei, l’ha accusata di furto e l’ha costretta a fuggire dal suo Paese per nascondersi. In particolare, il giocatore dovrà aiutare la principessa durante l’esilio a risollevarsi e a diventare una potente regina, così da riconquistare ciò che le appartiene di diritto. 

### Mappe
Sono state aggiunte molte nuove mappe con questa nuova espansione:
- 10 nuove mappe speciali
- 8 nuove mappe reali
- 5 nuove mappe casuali

### Modalità di gioco
Oltre alle classiche modalità che permettono a un giocatore di vincere la partita sconfiggendo tutti gli eserciti nemici, o collezionando tutte le reliquie, oppure edificando e mantenendo per un certo tempo la propria meraviglia (costruzione relativa a ogni civiltà ispirata alle Sette meraviglie del mondo), nell’espansione The African Kingdoms è possibile trovare una nuova modalità, Morte Improvvisa (in inglese Sudden Death), che prevede l’eliminazione di un giocatore quando egli non possiede più il proprio centro della città. A differenza delle altre modalità in cui è possibile costruire molti centri città fintanto che le risorse lo permettano, in "Morte Improvvisa" è permesso costruirne uno soltanto per ogni giocatore. Pertanto in questa modalità è necessario proteggere il proprio centro della città a tutti i costi mentre si tenta di distruggere quello del nemico.

### Meraviglie
| Civiltà    | Meraviglie               |
| ---------- | ------------------------ |
| Berberi    | Torre di Hassan          |
| Etiopi     | Chiesa Bete Medhame Alem |
| Maliani    | Grande moschea di Djenné |
| Portoghesi | Torre di Belém           |

### Differenze con le espansioni precedenti
Con le varie espansioni, molte caratteristiche specifiche di Age of Empires II sono state cambiate; nel caso dell'espansione The African Kingdoms modifiche come il ribilanciamento delle unità o delle tecnologie delle varie civiltà hanno permesso di equilibrare la giocabilità nel momento in cui si aggiungevano i nuovi popoli introdotti. Ci sono molte piccole variazioni, sia per tutte le civiltà, sia specifiche di alcune.

## Accoglienza
Sin dal giorno in cui è stata annunciata la sua uscita attraverso il sito ufficiale della Forgotten Empires, Age of Empires: The African Kingdoms ha suscitato molto interesse da parte dei videogiocatori, che da tempo attendevano di provare nuove esperienze di gioco analoghe a quelle che avevano vissuto con gli altri titoli della serie. 
Il gioco è stato apprezzato e si è guadagnato giudizi molto positivi. La community di Steam, piattaforma su cui è possibile acquistare in formato digitale l’espansione, e altri videogiocatori, mediante siti web, hanno dato all’espansione un giudizio complessivamente positivo:
- Steam: 83% di voti positivi;[2]
- Game-Experience.it: voto 8/10;[3]
- Everyeye.it: voto 7.8/10;[4]
- NRSGamers.it: voto 7.7/10[5]